# Neocerura
Neocerura is een geslacht van vlinders van de familie tandvlinders (Notodontidae).

## Soorten
- N. kandyia Moore, 1883
- N. liturata Walker, 1855